# Sziklagyepek

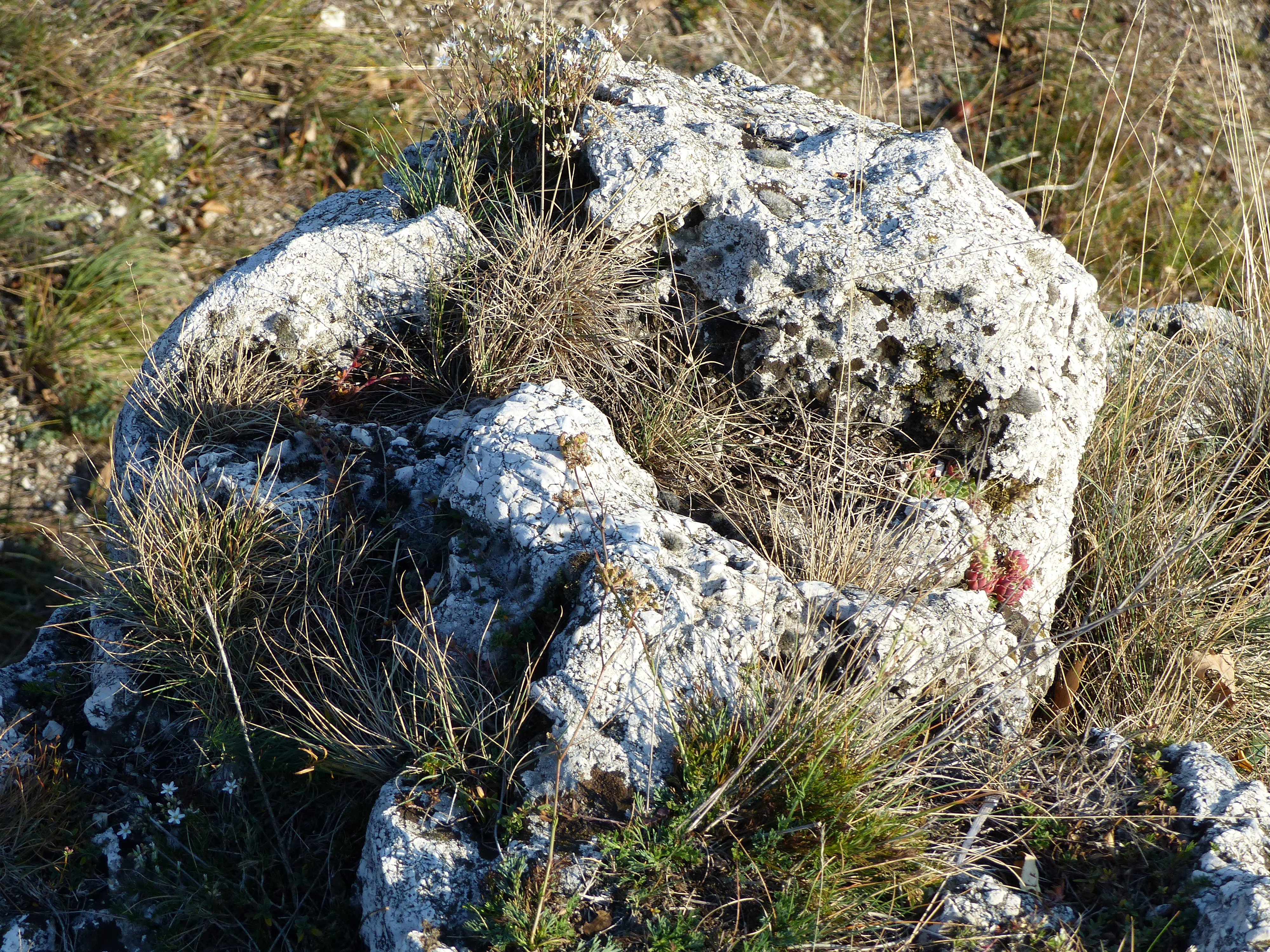
Budaörsi sziklagyep

A sziklagyepek (lithophyta) a középhegységek csekély talajborítású területeinek pionír társulásai. A sziklák befüvesedését a gyöngyperje (Melica ciliata) készíti elő. A sziklák jelenléte miatt a növényzet csak foltokban fordul elő. A nedves, mohos sziklákon gyakran a ligeti perje (Poa nemoralis) a domináns faj.
Rendkívül különböző növénytársulásokba tömörülnek a szilikátos kőzeteken megtelepülő és a karbonátos kőzeteken (mészkő és dolomit) növő sziklagyepek. Utóbbiak közül a mészkövön létrejött gyepek kevesebb reliktum növényt tartalmaznak, mivel ezeket az élőhelyeket benépesítették a fák, és kiszorították a gyepek fajait. A dolomit nehezebben erdősül be, mert mállása főleg aprózódás. A fás szárú növények nem tudtak gyökeret verni, ezért megmaradtak a ritkaságuk miatt értékes növények.
A szilikátsziklagyepekben a zuzmók és a mohák mellett gyakoriak a páfrányok közül:
- a fodorkák:
  - Asplenium viride,
  - Asplenium septentrionale,
  - Asplenium trichomanes  és
- a közönséges édesgyökerű páfrány (Polypodium vulgare).

Sok a pozsgás növény:
- fehér varjúháj (Sedum album),
- borsos varjúháj (Sedum acre),
- kövirózsa (Sempervivum spp.).

Uralkodó gyepalkotó a sziklai csenkesz (Festuca pseudodalmatica), helyenként jellemző a magyar kőhúr (Minuartia frutescens).
A mészkősziklagyepek jellemző fajai:
- deres csenkesz (Festuca pallens),
- nyúlfarkfüvek:
  - erdélyi nyúlfarkfű (Sesleria heufleriana),
  - magyar nyúlfarkfű (Sesleria hungarica),
- hegyi gamandor (Teucrium montanum),
- homoki pimpó (Potentilla arenaria),
- fürtös kőtörőfű (Saxifraga paniculata),
- hegyi kőtörőfű (Saxifraga adscendens)
- kövirózsa (Sempervivum spp.).

A dolomitsziklagyepekben gyakoriak a reliktum és az endemikus fajok, alfajok. Leghíresebb képviselőik:
- magyar gurgolya (Seseli leucospermum),
- pilisi len (pilisszentiváni len, Linum dolomiticum).

További, jellemző fajok:
- Szent István király-szegfű (Dianthus plumarius subsp. regis-stephani),
- deres csenkesz (Festuca pallens),
- szürke napvirág (Helianthemum canum),
- kövér daravirág (Draba lasiocarpa),
- korongpár (Biscutella laevigata),
- ezüstvirág (Paronychia cephalotes),
- lappangó sás (Carex humilis),
- homoki pimpó (Potentilla arenaria),
- homoki ternye (Alyssum tortuosum).

A fajösszetételre jelentősen hat a morfológiai helyzet és talajok vízháztartása is.

## Rendszertani felosztásuk
A sziklagyepeket növénytársulástani szempontból némely pusztai gyepekkel vonják közös rendszertani egységbe: ez a száraz és félszáraz sziklai és pusztai gyepek (Festuco-Brometea Br-Bl. et R. Tx. ex Klika et Hadač, 1944) társulástani osztálya. Ezt az osztályt 3 rendre bontják:
- szubkontinentális sziklai gyepek (Stipo pulcherrimae-Festucetalia pallentis Pop, 1968),
- szubkontinentális száraz gyepek (Festucetalia valesiacae Br-Bl. & R. Tx. ex Br-Bl., 1949),
- szubmediterrán sziklai, száraz és félszáraz gyepek (Brometalia erecti Br-Bl., 1936).

Amint látható, ezek közül sziklagyepek az első és részben a harmadik rend társulásai.
1. A szubkontinentális sziklai gyepeken belül erősen különböznek egymástól a mészkerülő (szilikátos kőzeteken növő) és a mészkedvelő (mészkövön, illetve dolomiton megtelepülő) társulások.
A mészszegény, savanyú kémhatású szilikátsziklagyepek két, vikariáns társuláscsoportja:
- a nyugat-közép-európai szilikátsziklagyepeket (Alysso saxatilis-Festucion pallentis), aminek egyetlen, Magyarországon is előforduló növénytársulása a
  - sziklai ternyés (Alysso saxatilis – Festucetum pallentis Klika ex Čeřovský, 1949 corr. Gutermann & Mucina, 1993) és
- a kelet-közép-európai szilikátsziklagyepeket (Asplenio septentrionalis – Festucion pallentis) három növénytársulással:
  - gyöngyperjés szilikátsziklagyep (Asplenio septentrionali – Melicetum ciliatae (Soó, 1940) Máthé & M. Kovács, 1964),
  - magyar perjés sziklagyep (Poëtum scabrae Zólyomi, 1936),
  - nyílt szilikátsziklagyep (Minuartio – Festucetum pseudodalmaticae (Mikyska, 1933) Klika, 1938).

A karbonátos kőzeteken a kőzet típusánál nagyobb különbségeket okoz a növényföldrajzi helyzetük, és ennek megfelelő a három társulástani csoport:
- északi mészkősziklagyepek (Diantho lumnitzeri – Seslerion albicantis (Soó, 1971) Chytry et Mucina 1993) nyolc társulással:
  - gyöngyperjés mészkősziklagyep (Asplenio rutae-murariae – Melicetum ciliatae Soó, 1962),
  - kárpáti mészkősziklagyep (Campanulo divergentiformis – Festucetum pallentis Zólyomi, 1966),
  - északi zárt mészkősziklagyep (Poo badensis – Caricetum humilis Dostál, 1933 em. Soó, 1971),
  - budai nyúlfarkfüves dolomitsziklagyep (Seslerietum sadlerianae Soó ex Zólyomi, 1936),
  - magyar nyúlfarkfüves dolomitsziklagyep (Seslerietum heuflerianae – hungaricae Zólyomi, (1936) 1966),
  - nádtippan-tarka nyúlfarkfű sziklagyep (Calamagrostio variae – Seslerietum variae Vojtkó, 1998),
  - peremizs-magyar nyúlfarkfű sziklagyep (Inulo ensifoliae – Seslerietum hungaricae Vojtkó, 1998),
  - rekettyés magyar nyúlfarkfű sziklagyep (Genisto pilosae – Seslerietum hungaricae Vojtkó, 1998);

- szubmediterrán mészkő-dolomitsziklagyepek (Bromo – Festucion pallentis Zólyomi, 1966) hat társulással:
  - nyílt dolomitsziklagyep (Seselio leucospermi – Festucetum pallentis Zólyomi, (1936) 1958),
  - árvalányhajas dolomitsziklagyep (Stipo eriocauli – Festucetum pallentis (Zólyomi, 1958) Soó, 1964),
  - karbonátos homokkősziklagyep (Cleistogeni – Festucetum pallentis Csiky, 2003),
  - dolomit sziklafüves lejtő (Chrysopogono – Caricetum humilis Zólyomi, (1950) 1958),
  - magyar rozsnokos dolomitsziklagyep (Seselio leucospermi – Brometum pannonici (Mészáros-Draskovits, 1967) Borhidi Attila, 1996),
  - zárt dolomitsziklagyep (Festuco pallenti – Brometum pannonici Zólyomi, 1958);

- nyugat-balkáni mészkő-dolomitsziklagyepek (Chrysopogono – Festucion dalmaticae Borhidi Attila, 1996) öt társulással:

- - dalmátcsenkeszes sziklagyep (Sedo sopianae – Festucetum dalmaticae Simon, 1964),
  - mecseki sziklafüves lejtő (Serratulo radiatae – Brometum pannonici Borhidi Attila, 1996),
  - nyílt mecseki dolomitsziklagyep (Artemisio saxatilis – Festucetum dalmaticae Borhidi Attila, 1996),
  - zárt villányi dolomitsziklagyep (Chrysopogono – Festucetum dalmaticae Dénes in Borhidi Attila & Dénes, 1997),
  - zárt villányi mészkősziklagyep (Inulo spiraeifoliae – Brometum pannonici Dénes, 1998).

2. A szubmediterrán sziklai, száraz és félszáraz gyepek társulástani rendjében egy jellemző sziklagyep társulást találunk:
- sziklai perje – hegyi sás félszáraz dolomitgyep (Poo badensis – Caricetum montanae V. Sipos & Varga, 1996).

A száraz gyepek és a sziklagyepek közötti, átmeneti jellegű társulás:
- hegyi szálkaperjerét (Lino tenuifolii – Brachypodietum pinnati (Dostál 1933) Soó Rezső 1971